# Produção indireta
Em economia, produção indireta (em alemão:  Umwegproduktion ou em inglês:  roundaboutness) é o emprego deliberado de trabalho em etapas produtivas antecedentes e temporalmente distantes à da obtenção final de bens de primeira ordem, ou bens de consumo, com vistas ao aumento da quantidade ou ao aprimoramento da qualidade desses bens, à diminuição dos seus custos ou à viabilização da sua produção.

## Visão geral
Toda atividade de produção tem como objetivo o atendimento final das necessidades e vontades das pessoas, ou seja, a obtenção de objetos e serviços para consumo imediato, os assim chamados bens de primeira ordem ou bens de consumo. A produção desses bens de consumo em uma só etapa é, muitas vezes, perfeitamente factível. Quando se colhe uma jaboticaba silvestre com as mãos, por exemplo, ela torna-se um bem de consumo capaz de satisfazer imediatamente o apetite. Fenômeno similar acontece quando mãos são postas em forma de concha para coletar a água que brota de uma bica natural. A água torna-se um bem de consumo capaz de aplacar a sede de imediato. Nesses casos, os bens de consumo (jaboticabas, água) tornam-se disponíveis imediatamente após empregar-se o trabalho das mãos nuas na sua obtenção. Pode-se optar por ir até a jaboticabeira e colher jaboticabas a cada vez que se sente fome. Ir até a bica e coletar sua água sempre que se tem sede. Esse se constituiria num método direto de produção. 
Há também a alternativa, no entanto, de empregar trabalho não na obtenção direta de bens de consumo, mas na confecção de bens de ordem superior, ou bens de produção. Pode-se trabalhar na confecção de vasilhames de cerâmica, por exemplo, que permitam o transporte e armazenamento das jaboticabas e da água em maior quantidade, em local de mais fácil acesso. A produção desses artefatos (bens de produção) demandaria um montante significativo de tempo e, quando da sua conclusão, os vasilhames, por si só, não seriam capazes de satisfazer a sede e o apetite. Seria necessário empregá-los no transporte e armazenamento dos frutos e do líquido para só então, por fim, desfrutar desses bens de consumo. Esse processo de produção seria, portanto, mais longo, mais "indireto" na sua satisfação das necessidades humanas. Daí o nome "produção indireta". 
Certos bens de consumo somente podem ser obtidos por "produção indireta". Por exemplo, não seria factível para um protético construir de uma só vez, com suas mãos nuas, a partir de argila e minérios metálicos coletados na natureza, uma prótese dentária para reconstituir a coroa natural de um dente humano fraturado. Um montante significativo de trabalho precisa ser aplicado a etapas de produção anteriores à da manufatura da prótese final e o processo produtivo completo requer um extenso período de tempo para ser adequadamente concluído.
A experiência prática cotidiana demonstra que a "produção indireta" traz resultados melhores que os métodos diretos de produção. A "produção indireta" resulta em maiores quantidades de bens de consumo dada a mesma quantidade de trabalho aplicado, requer menos trabalho dada a mesma quantidade de bens de consumo produzidos ou, o que talvez seja ainda mais importante, viabiliza a produção de bens impossíveis de serem obtidos por métodos diretos.  

## Origem do termo
O termo "produção indireta" (Umwegproduktion) foi concebido pelo economista da Escola Austríaca Eugen von Böhm-Bawerk e publicado em seu livro Die Positive Theorie Des Kapitals, de 1889, traduzido para o português com o título de "Teoria Positiva do Capital".